# Віршвайлер
Віршвайлер (нім. Wirschweiler) — громада в Німеччині, розташована в землі Рейнланд-Пфальц. Входить до складу району Біркенфельд. Складова частина об'єднання громад Геррштайн.
Площа — 10,26 км2. Населення становить 296 ос. (станом на 31 грудня 2020).